# Степановська (Приморський район)
Степановська (рос. Степановская) — присілок в Приморському районі Архангельської області Російської Федерації.
Населення становить 27 осіб. Входить до складу муніципального утворення Боброво-Лявленське поселення.

## Історія
Від 2004 року входить до складу муніципального утворення Боброво-Лявленське поселення.

## Населення
| 2002 | 2010 | 2012 |
| ---- | ---- | ---- |
| 36   | ↘26  | ↗27  |